# Кончин, Александр Алексеевич
Александр Алексеевич Кончин (28 сентября 1918, Буй, Московская область — 28 апреля 1945, Познань) — Герой Советского Союза, заместитель командира батальона по политической части 266-го гвардейского стрелкового полка (88-я гвардейская стрелковая дивизия, 28-й гвардейский стрелковый корпус, 8-я гвардейская армия, 1-й Белорусский фронт), гвардии капитан.

## Биография
Родился в 1918 году на станции Буй, ныне город Костромской области, в семье рабочего-железнодорожника. Русский.
Окончил 7 классов средней школы и в 1938 году — Ивановский индустриальный техникум. Затем поступил в Новосибирский строительный институт. Когда началась советско-финляндская война, добровольцем вступил в РККА. В 1940 году вернулся в институт. Был отличником, именным стипендиатом, секретарём комсомольского бюро факультета, мастером спорта по лыжам, имел 1 разряд по плаванию и парашютному спорту. Когда началась Великая Отечественная война, с четвёртого курса добровольцем ушёл на фронт. Член ВКП(б) с 1941 года.
В сентябре 1941 года Новосибирский военкомат направил Кончина в военное училище в Подольск. В октябре на Московском направлении сложилась критическая ситуация и подольских курсантов было решено в срочном порядке отправить на передовую. Коммунисту Кончину было присвоено воинское звание «младший политрук» и он назначен на должность военного комиссара роты. С июня 1942 года в частях ВДВ участвовал в боях на Дону и Волге. 18 августа в бою за высоту 87,0 в районе озера Цаца в рукопашной схватке Кончин лично уничтожил 5 гитлеровцев, но и сам был тяжело ранен. Его подобрали санитары и отправили в медсанбат. В части посчитали Кончина погибшим, и Указ о награждении его орденом Красной Звезды вышел с пометкой «посмертно».
В госпитале Кончин находился до декабря. Затем был направлен в лыжную бригаду. С января 1943 года он участвовал в рейдах по тылам противника. Летом 1943 года его направили на учёбу в военно-политическое училище. Он успешно закончил ускоренный курс обучения. Командование намеревалось оставить его в училище на преподавательской работе, но старший лейтенант Кончин добился отправки на фронт. С апреля 1944 года он воевал в составе 266-го гвардейского стрелкового полка в должности заместителя командира батальона по политической части. Его батальон участвовал в боях в районе Тирасполя, оборонял Днестровский плацдарм.
В январе 1945 года при прорыве обороны противника в районе села Цыцеловка на реке Висла, Кончин вместе с бойцами Давыдовым, Бабиным и Степановичем со знаменем батальона первым бросился в атаку. Батальон с ходу преодолел немецкие траншеи и вышел к железнодорожной станции. Здесь противник оказал ожесточённое сопротивление. Сильный пулемётный огонь замедлил продвижение правого фланга. Кончин бросился туда и поднял бойцов в атаку. Быстро выйдя из зоны огня, гвардейцы с минимальными потерями ворвались на станцию. Важный опорный пункт был взят.
26 января батальон Кончина вышел к реке Варте в районе населённого пункта Вайсенбург (ныне Бедруско, 15 км севернее Познани, Польша). Была поставлена задача форсировать водную преграду. Ночью лейтенант Ёлкин с солдатами Овчинниковым и Лагутиным переплыл реку и закрепил на том берегу канат, по которому начал переправляться личный состав батальона и переправлять пулемёты и миномёты. Обнаружив переправу, немцы открыли миномётный огонь. Тогда Кончин переправился на западный берег и организовал прикрытие огнём переправы. Затем во главе переправившегося батальона ворвался в Вайсенбург, выбил оттуда немцев и организовал оборону. Днём противник 7 раз переходил в контратаку, но все они были отбиты. Тем временем через реку переправилась вся дивизия, что обеспечило успех её дальнейшего наступления на Познань и дальше, к Кюстренскому плацдарму на Одере.
16 апреля в бою в районе фольварка Вердер Бранденбургской провинции в бою был ранен командир батальона Умаров. Кончин принял командование на себя. Обходным манёвром батальон овладел фольварком. За этот бой гвардии капитан Кончин награждён орденом Красного Знамени.
Прорвав оборону противника на Зееловских высотах, части 8-й гвардейской армии устремились к Берлину. 24 апреля полки 88-й гвардейской дивизии вышли к каналу Тельтов и на следующий день начали штурм городских кварталов. Битва шла за каждый дом, этаж, подвал. 27 апреля на подступах к Тиргартену во время штурма опорного пункта рядом с Кончиным разорвался фаустпатрон. От полученных ран он скончался.
Похоронен в польском городе Познань, на мемориальном кладбище «Цитадель».

## Награды
- Указом Президиума Верховного Совета СССР от 24 марта 1945 года за образцовое выполнение боевых заданий командования и проявленные при этом геройство и мужество гвардии капитану Кончину Александру Алексеевичу присвоено звание Героя Советского Союза.
- Награждён орденом Ленина, два орденами Красного Знамени, два орденами Отечественной войны 1 степени, орденом Красной Звезды, медалью «За оборону Сталинграда».

## Память

Мемориальная доска на здании Архитектурно-строительного университета в Новосибирске

- На родине, в городе Буй, установлен бюст Героя[2]. В Иванове на здании бывшего индустриального техникума (ныне корпус Ивановской государственной архитектурно-строительной академии) — мемориальная доска[3]. Его имя высечено на мемориале Героев Советского Союза — ивановцев.
- Имя Кончина увековечено в Новосибирске на памятнике фронтовикам-сибстриновцам (ныне Новосибирский государственный архитектурно-строительный университет).